# بورلی هیلز چی‌واوا ۲
بورلی هیلز چی‌واوا ۲ (انگلیسی: Beverly Hills Chihuahua 2) فیلمی در ژانر کمدی است که در سال ۲۰۱۱ منتشر شد.

## بازیگران
- میگوئل فرر
- الین هندریکس
- مورگان فیرچایلد
- ارین کیهیل
- سوزان گراهام
- سوزان بلکلی
- لوپه اونتیوروس
- فیل لویس
- مارکوس کلما
- جرج لوپز
- اودت انابل
- زکری گوردون
- امیلی آسمنت
- بریجیت مندلر
- آلیسا میلانو
- مدیسون پتیس
- رنس هاوارد
- تام کنی
- رومی روزمونت
- لرتا دیواین
- کریستین لیکین
- ارنی هادسون
- فرنچ استوارت